# Denis Putnik
Denis Putnik (Spalato, 18 ottobre 1968) è un ex calciatore croato, di ruolo difensore.

## Palmarès

### Competizioni nazionali
- Campionato croato: 1

Hajduk Spalato: 1993-1994